# Шибнёв, Дамиан Васильевич
Дамиа́н (Демья́н) Васи́льевич Шибнёв (30 октября [11 ноября] 1881, Мариуполь, Екатеринославская губерния, Российская империя — 1929 (по некоторым данным — 1930), Керчь, РСФСР, СССР) — русский живописец, пейзажист и портретист, педагог и общественный деятель. Один из учредителей Севастопольской ассоциации художников.

## Биография
Согласно выписке из метрической книги мариупольской Церкви Марии Магдалины Дамиан Шибнёв родился 30 октября 1881 года, 12 ноября бы крещён. Его отец был купцом второй гильдии, владевшим мраморными и песчаными карьерами, мать — из мещан.
Дамиан Шибнёв начал своё обучение в Мариупольской Александровской гимназии в 1889 году, после окончания которой спустя 8 лет поступил в Одесское художественное училище. Получив аттестат об окончании училища c правом поступления в Императорскую Академию художеств. Среди поданых к прошению на имя ректора Академии документов имелись свидетельство о политической благонадежности, в котором сообщалось, что «Дамиан Васильевич Шибнев во время жительства в Одессе … нравственных качеств был хороших и подозрений на себя в политической неблагонадежности не навлекал», а также свидетельство об увольнении из купеческого сословия Мариуполя, которое 15 июня 1903 года подписали 32 городских купца.
В стенах Академии наставниками Дамиана были Илья Ефимович Репин и Павел Петрович Чистяков. В эти годы у него проявилась склонность к пейзажам, а незаурядные способности художника оценил сам Александр Николаевич Бенуа, один из авторитетнейших критиков тех лет. Во время учёбы Дамиан побывал в Париже, где познакомился с творчеством импрессионистов, определившим его путь в искусстве.
К выпускным экзаменам осенью 1910 года Шибнёв подготовил шесть картин, среди которых «Версаль», «На даче», «Весна», «Жарко». 2 ноября бывший ученик Высшего художественного училища Императорской Академии Дамиан Васильевич Шибнёв за отличные показатели в живописи и научных предметах был удостоен звания художника с присвоением чина X класса при поступлении на государственную службу, а также возможностью преподавать рисование в учебных заведениях.
По окончании Академии художник в 1911 году переезжает в город Керчь, где преподаёт рисование в Александровской гимназии. В 1921 году был назначен заведующим картинной галереей при Керченском историко-археологическом музее, после ликвидации которой продолжил работу в музее в качестве научного сотрудника и художника.
Скончался Дамиан Васильевич в 1930 году в Керчи после неудачной операции.

## Семья
Сын Анатолий Дамианович (Демьянович) Шибнёв (11 декабря 1907 - 19 марта 1990) - советский художник, Заслуженный деятель искусств Белорусской ССР (1963). Председатель правления Художественного фонда Белорусской ССР (1973).

## Примеры работ

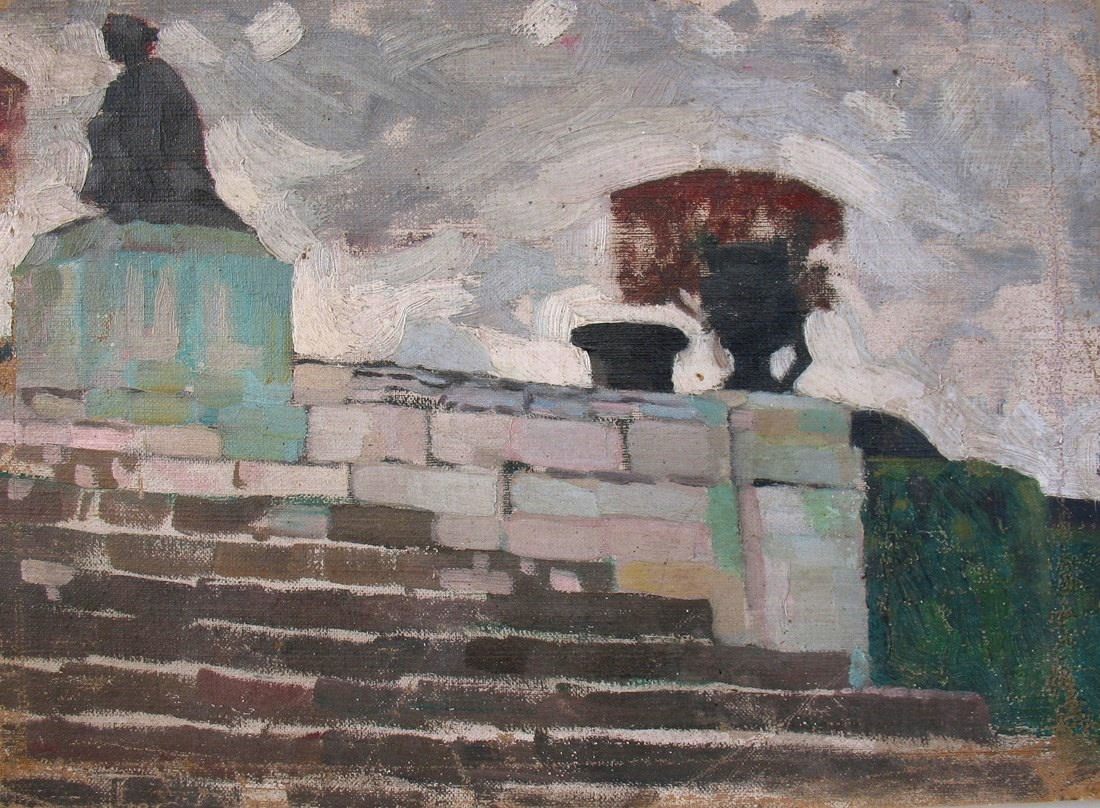
Версаль, 1906
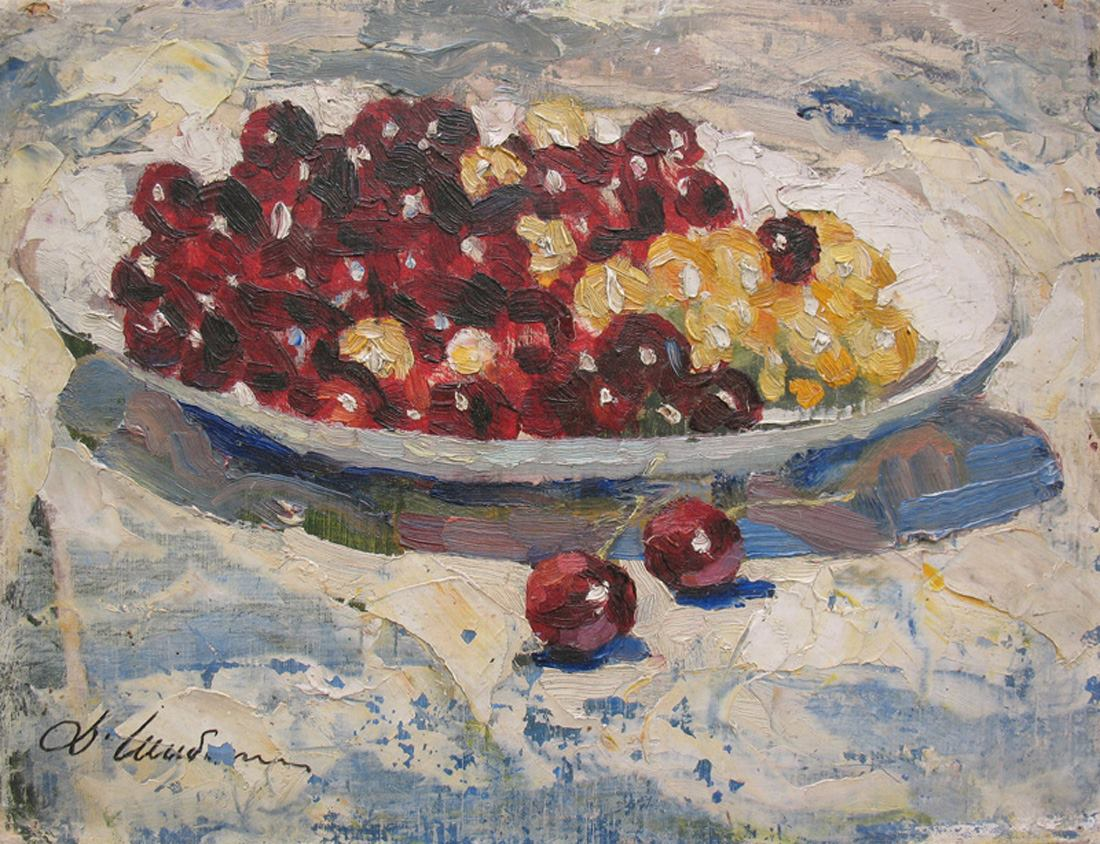
Черешня, 1910-е
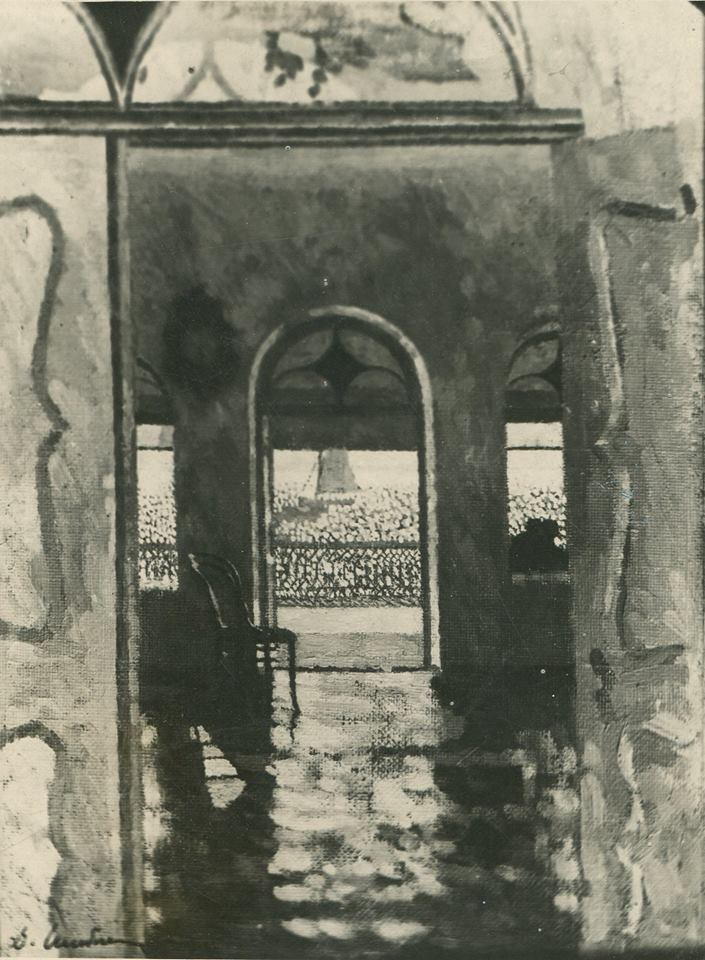
Интерьер с видом на море, 1910-е
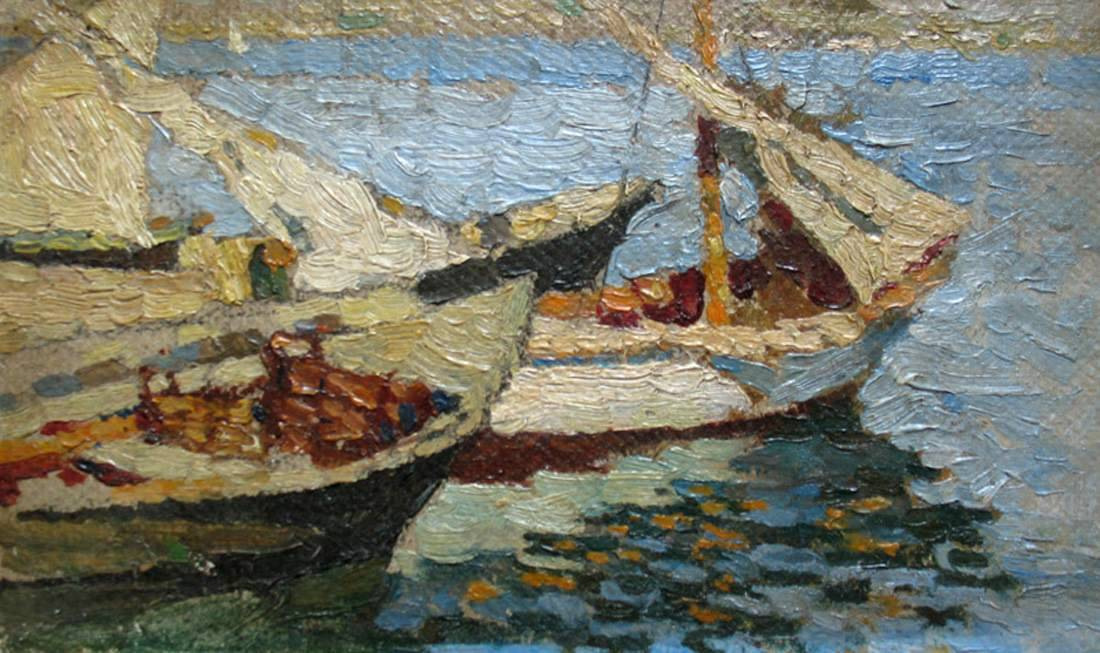
Лодки, 1920-е
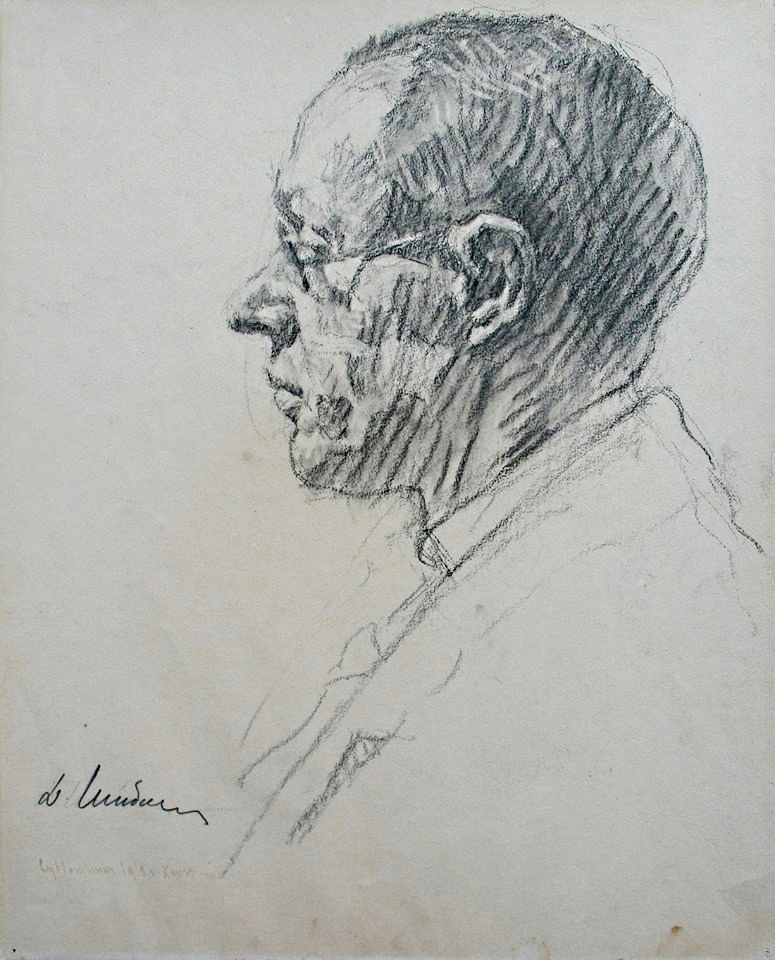
Портрет Сергея Амосова, 1918 год
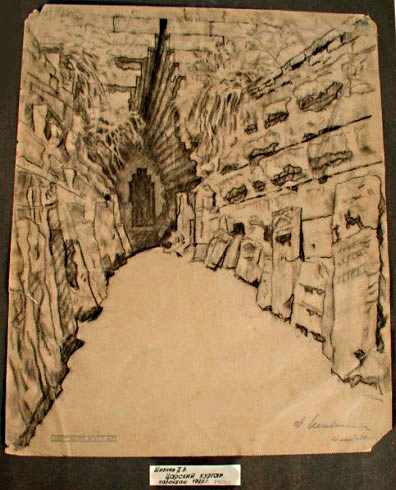
Царский курган в Керчи, 1920-е годы